# Стришава
Стришава (пол. Stryszawa) — село в Польщі, у гміні Стришава Суського повіту Малопольського воєводства.
Населення — 5326 осіб (2011).

## Історія
У 1975-1998 роках село належало до Бельського воєводства, підпорядковувалося районній адміністрації у Вадовицях.

## Демографія
Демографічна структура станом на 31 березня 2011 року:
|          | Загалом | Допрацездатний вік | Працездатний вік | Постпрацездатний вік |
| -------- | ------- | ------------------ | ---------------- | -------------------- |
| Чоловіки | 2638    | 593                | 1804             | 241                  |
| Жінки    | 2688    | 561                | 1547             | 580                  |
| Разом    | 5326    | 1154               | 3351             | 821                  |